# AMV (formato digital)
AMV (também conhecido como MTV) é um formato de arquivo de video proprietário, produzido para uso em MP3/MP4/MTV players fabricados na China, particularmente os S1 MP3 Players. Apesar da palavra "MP4" estar na descrição de marketing de todos estes players, este não é um formato de arquivo MP4 ou MPEG.

## Formato
Trata-se de uma versão modificada do Audio Video Interleave.
O formato de vídeo é uma variante do JPEG, com taxas fixas, ao invés de variáveis, nas tabelas de quantização (no processamento das imagens). O formato de áudio é uma variante do Interactive Multimedia Association com modulação por código de pulsos, onde os primeiros 8 bytes de cada frame são: origem (16 bits); índice (16 bits); e o número de amostras 16-bit (32 bits).
Todo arquivo AMV executa som na taxa de 22050 amostras por segundo.

## Documentação do formato
A documentação do formato não está disponível publicamente, mas Dobrica Pavlinušić fez engenharia reversa do formato para produzir um decodificador programado em linguagem Perl e Pavlinušić, Tom Van Braeckel e Vladimir Voroshilov produziram uma versão do FFmpeg que trabalha com arquivos AMV. O código para AMV foi enviado para o upstream do projeto principal do FFmpeg.